# Saint-Jacques (Alpes-de-Haute-Provence)
Saint-Jacques (okzitanisch: Sant Jaume) ist eine französische Gemeinde mit 72 Einwohnern (Stand 1. Januar 2022) im Département Alpes-de-Haute-Provence in der Region Provence-Alpes-Côte d’Azur. Sie gehört zum Kanton Riez im Arrondissement Castellane.
Die angrenzenden Gemeinden sind Clumanc im Norden, Saint-Lions im Osten, Barrême im Süden und Chaudon-Norante im Westen. 

## Bevölkerungsentwicklung

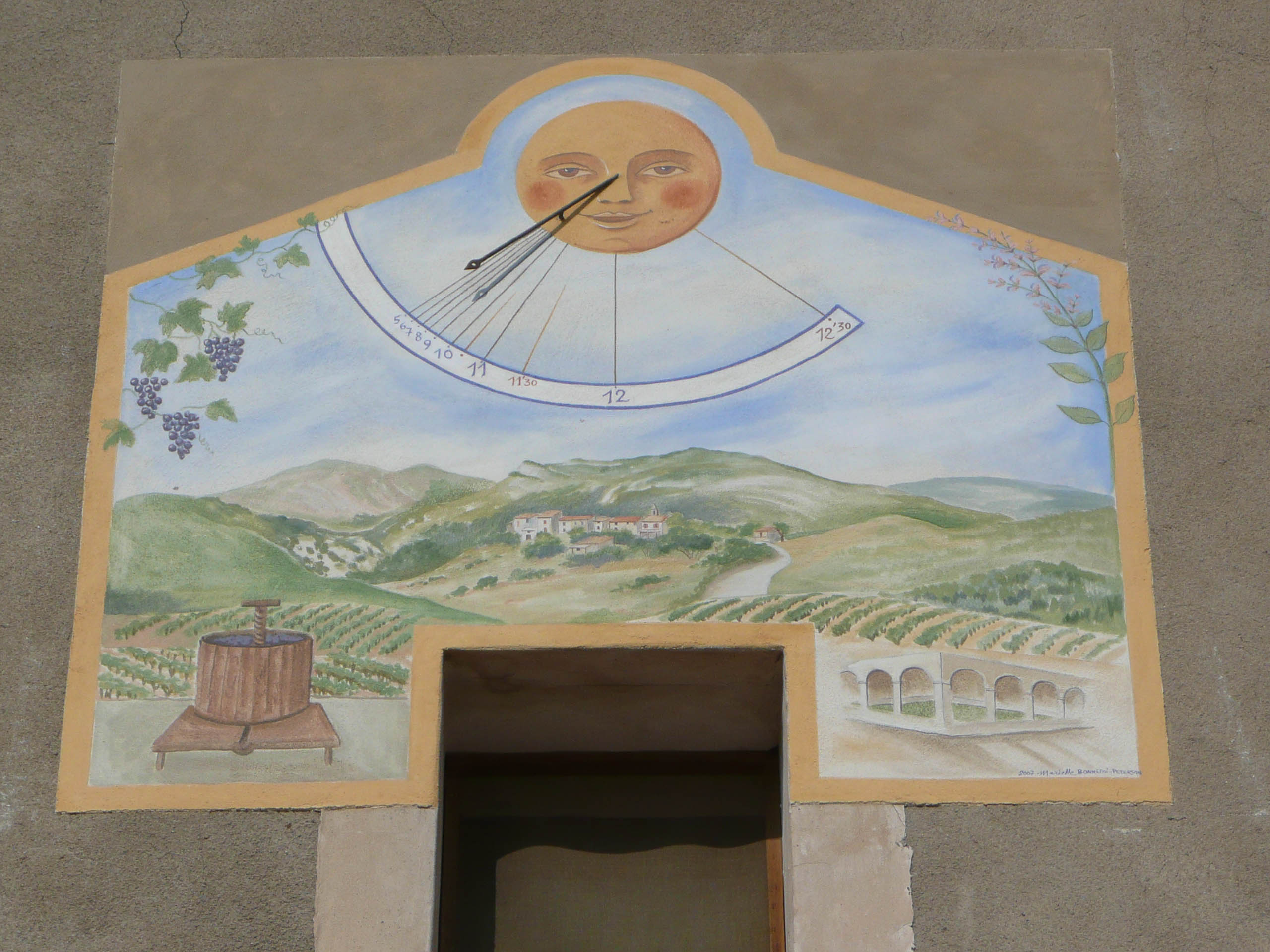
Sonnenuhr in Saint-Jacques

| Jahr      | 1962 | 1968 | 1975 | 1982 | 1990 | 1999 | 2007 | 2014 |
| --------- | ---- | ---- | ---- | ---- | ---- | ---- | ---- | ---- |
| Einwohner | 48   | 38   | 31   | 29   | 39   | 36   | 56   | 56   |